# Sten Abrahamsson Leijonhufvud
Broder Sten Abrahamsson Leijonhufvud, född den 17 april 1852 i Karlsborg, död den 24 december 1928 i Stockholm, var en svensk friherre och militär. 
Leijonhufvud blev underlöjtnant vid fortifikationen 1871, löjtnant 1876 och kapten 1888. Han var lärare vid Krigshögskolan 1894–1900. Leijonhuvud blev major i armén 1899 och vid fortifikationen 1902. Han var chef för Göta ingenjörkår 1903–1904 och chef för fälttelegrafkåren 1907–1912. Leijonhufvud befordrades till överstelöjtnant 1904 och till överste 1908. Han invaldes som ledamot av Krigsvetenskapsakademien 1899 och var även ledamot av riddarhusdirektionen. Leijonhufvud blev riddare av Svärdsorden 1893, kommendör av andra klassen av samma orden 1911 och kommendör av första klassen 1915.
Han var son till Abraham Leijonhufvud och Margareta af Forselles. År 1887 gifte han sig med grevinnan Hanna Lewenhaupt, dotter till greve Axel Lewenhaupt och friherrinnan Ida Taube.